# Кловердејл (Мисисипи)
Кловердејл (енгл. Cloverdale) насељено је место без административног статуса у америчкој савезној држави Мисисипи.

## Демографија
По попису из 2010. године број становника је 645.
| Група             | 2000.    | 2010.       |
| Белци             | 0 (0,0%) | 217 (33,6%) |
| Афроамериканци    | 0 (0,0%) | 415 (64,3%) |
| Азијати           | 0 (0,0%) | 0 (0,0%)    |
| Хиспаноамериканци | 0 (0,0%) | 3 (0,5%)    |
| Укупно            | 0        | 645         |